# مقاطعة ريو بلانكو (كولورادو)
مقاطعة ريو بلانكو (بالإنجليزية: Rio Blanco County)‏ هي إحدى مقاطعات ولاية كولورادو في الولايات المتحدة الأمريكية.